# Holopogon appendiculatum
Holopogon appendiculatum är en tvåvingeart som först beskrevs av Jacques-Marie-Frangile Bigot 1878.  Holopogon appendiculatum ingår i släktet Holopogon och familjen rovflugor.
Artens utbredningsområde är Kalifornien. Inga underarter finns listade i Catalogue of Life.